# مالین بوسکا
مالین بوسکا (انگلیسی: Malin Buska؛ زادهٔ ۱۵ مارس ۱۹۸۴) هنرپیشه اهل سوئد است. وی در صنعت سینما و تلویزیون سوئد فعالیت می‌کند و به خاطر نقش‌های متعدد خود شناخته می‌شود.
از فیلم‌ها یا برنامه‌های تلویزیونی که وی در آن نقش داشته‌است می‌توان به دختر پادشاه اشاره کرد. این فیلم درباره‌ زندگی و حکومت کریستینا، ملکهٔ سوئد قرن هفدهم است و مالین بوسکا نقش اصلی این فیلم را بازی کرد. این نقش به او شهرت و توجه بسیاری را به ارمغان آورد و بازی وی در این فیلم تحسین‌های بسیاری را به دنبال داشت.